# Station Strawberry Hill
Strawberry Hill is een spoorwegstation van National Rail in Richmond upon Thames in Engeland. Het station is eigendom van Network Rail en wordt beheerd door South Western Railway. 